# Ив Арден
Ив Арден (енгл. Eve Arden) је била америчка глумица, рођена 30. априла 1908. године у Мил Валију, а преминула 12. новембра 1990. године у Лос Анђелесу.